# Richmond Coliseum
Das Richmond Coliseum ist eine Mehrzweckhalle in der US-amerikanischen Stadt Richmond im Bundesstaat Virginia. Die Zuschauerkapazität des Richmond Coliseum ist je nach Veranstaltung unterschiedlich ausgelegt; so bietet die Halle 13.553 Plätze zu Konzerten, 11.992 Plätze bei Basketball- und 11.088 Plätze bei Eishockey-Partien. Die letzte Veranstaltung fand am 28. Dezember 2018 statt. Seither ist die Halle geschlossen und soll abgerissen werden.

## Geschichte
Die Grundsteinlegung für das Gebäude fand im Jahr 1969 statt. Nach zweieinhalb Jahren Bauzeit und Kosten in Höhe von 24 Mio. US-Dollar wurde die Arena am 21. August 1971 eröffnet. Die Architektengruppe Vincent G. Kling und Partner entwarf und plante das Bauwerk. Die Mehrzweckhalle wird für gleichermaßen Sportwettkämpfe im Basketball, Hallenfußball, Leichtathletik und Eishockey sowie Konzertveranstaltungen genutzt. 
Mehrere Mannschaften aus verschiedenen Sportarten waren in der Halle beheimatet. Seit 2002 findet die Arena Racing USA, eine Stockcar-Veranstaltung, in der Halle statt. Weiter Sportmannschaften, die in der Arena gewirkt haben, waren Virginia Squires (1971–1976), Richmond Robins (1971–1976), VCU Rams (1971–1999), Richmond Spiders (1971–1972), Richmond Rifles (1979–1981), Richmond Renegades (1990–2003), Richmond Speed (2000–2003), Richmond RiverDogs (2003–2006), Richmond Bandits (2005–2006), Richmond Renegades (2006–2009) sowie die Richmond Raiders (2010–2015).
Neben Sportveranstaltungen fanden zahlreiche Konzerte international bekannter Künstler in dem Richmond Coliseum statt; so absolvierten Künstler wie Aerosmith, Barry Manilow, Bruce Springsteen, Cage the Elephant, Elton John, Eric Clapton, Grateful Dead, James Taylor, Keith Urban, Kenny Rogers, Kiss, Prince, Rihanna, The Black Keys, The Doobie Brothers, Vince Gill und ZZ Top Auftritte in der Arena.

## Galerie

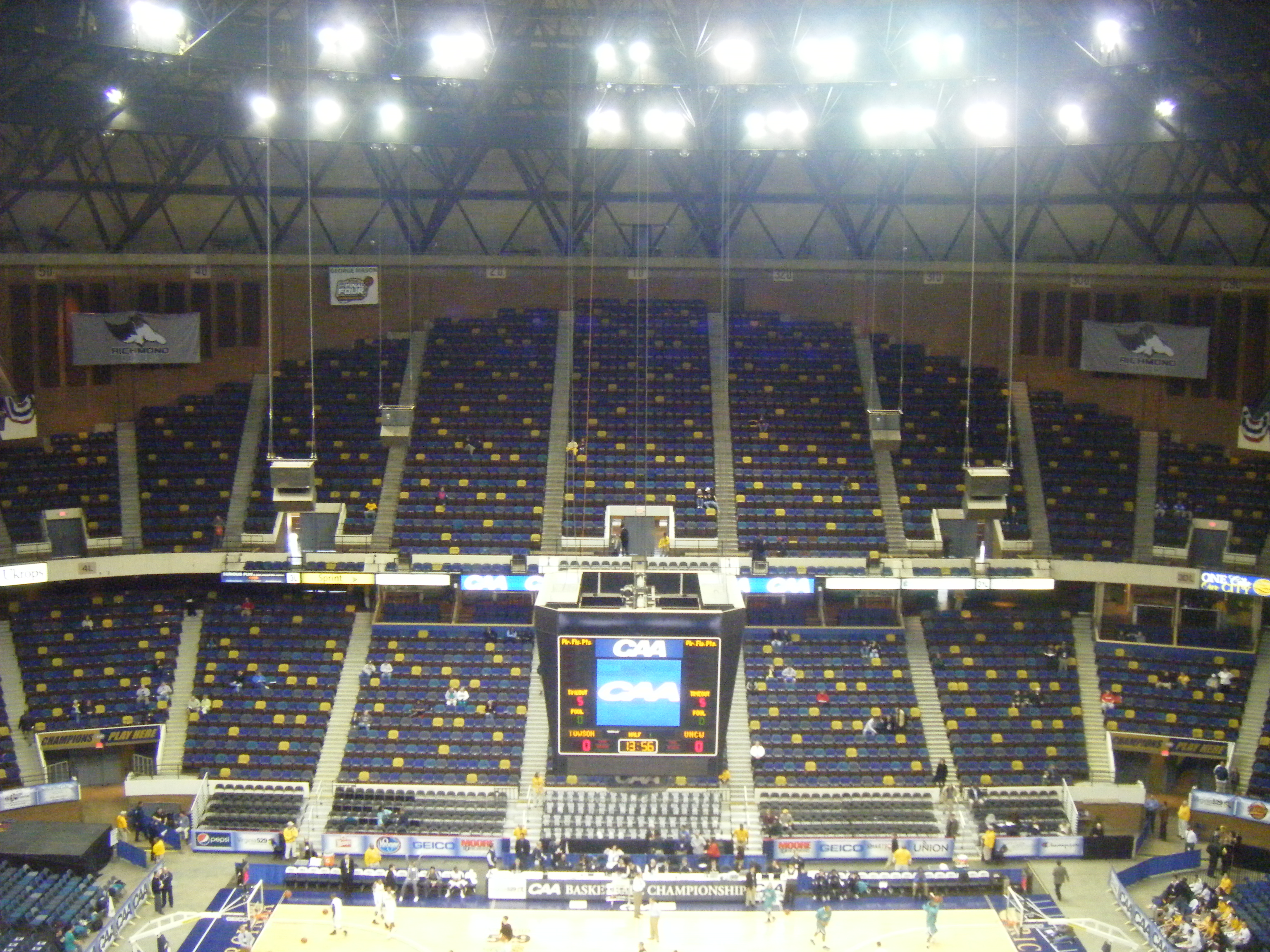
Innenansicht der Halle (2010)